# Мария Мстиславна
Мария (Агафья) Мстиславна (ок. 1110/1113 — 1179/1181) — великая княгиня, жена великого князя Киевского Всеволода Ольговича, дочь великого князя Киевского Мстислава Владимировича и шведской принцессы Христины.
«Мария (Агафья)» — позднее допущение, в летописях она ни разу по личному имени не названа. Агафьей она названа в «Истории Российской...» В. Н. Татищева. Под именем Мария она упомянута в поздней Густынской летописи.

## Биография
Княжна была выдана замуж за черниговского князя Всеволода примерно в 1126 году или в 1127 году. Её муж был давним противником её отца, и брак был призван смягчить отношения.
Позднее, когда её муж отобрал киевский престол у родичей своей жены Мономашичей, его жена стала важной посредницей между ним и своими братьями. Так, во время спора о новгородском столе Изяслав Мстиславич подтолкнул её «испросить» его у супруга, что она и сделала.
Считается, что она была одной из основательниц Кирилловской церкви в Киеве, которая начала строиться в 1139 году, с восшествием Всеволода на великокняжеский престол. Это был главный собор Кирилловского монастыря, по-видимому, призванного стать семейной усыпальницей черниговских князей Ольговичей. В этой церкви Мария была похоронена.

## Дети
У Марии и Всеволода было пятеро детей:
- Святослав Всеволодович (ок. 1123—1194), князь Владимиро-Волынский (1141-46), Туровский (1142, 1154), Новгород-Северский (1157-64), Черниговский (1164-77), Киевский (1174, 1177-80, с 1182)
- Ярослав Всеволодович (1139—1198), князь черниговский (с 1177)
- Анна; муж: Иван Василькович (ум. 1141), князь Галицкий — гипотеза о таком браке была высказана Р. В. Зотовым на основании данных В. Н. Татищева и поддержана Н. А. Баумгартеном[3]
- Звенислава-Анастасия Всеволодовна (ум. между 1155-60); муж. с 1142 Болеслав I (ум. 1201), князь Силезско-Вроцлавский
- дочь; муж: Владислав (1144—1170), князь Брно